# ジョニー・メイ
ジョニー・メイ（Jonny May、1990年4月1日 - ）は、プロD2、ソヨー・アングレームXVシャラントに所属するラグビーユニオン選手。

## プロフィール
- イングランド・スウィンドン出身。
- ポジションはウィング(WTB)。
- 身長 187cm、体重 90kg
- U20イングランド代表に選ばれたことがある[1]。
- イングランド代表キャップは78（2025年1月現在）でラグビーワールドカップ2015・ラグビーワールドカップ2019のイングランド代表に選ばれた[2]。

## 略歴
モスリー、グロスターを経て、2017年、レスター・タイガースに加入。
2020年、グロスターに復帰。
2024年、ソヨー・アングレームに加入。